# TMK 2200
TMK 2200, poznat pod nadimkom Zeko, niskopodni je tramvaj konzorcije Crotram. Svi proizvedeni tramvaji ovog tipa trenutno se nalaze u voznom parku Zagrebačkog električnog tramvaja i prilagođeni su zagrebačkoj prometnoj mreži. Tramvaj se sastoji od pet segmenata međusobno povezanih četirima zglobovima. U području zglobova segmenti su međusobno povezani harmonika-mjehovima i prelaznicima u obliku okretnih ploča. Vozilo je oslonjeno na tri okretna postolja (ispod 1., 3., i 5. segmenta, a ostali su segmenti ovješeni na oslonjene segmente.

## Zagreb
Prvi od 70 niskopodnih tramvaja prve serije tipa TMK 2200 predan je ZET-u 27. travnja 2005. godine, a 14. srpnja svečano je pušten u promet. Posljednji od 70 tramvaja iz prve serije pušten je u promet 7. lipnja 2007. Tom je prigodom svih 70 niskopodnih tramvaja poredano u kolonu dugu 2.5 kilometra koja se protezala Horvaćanskom cestom u Zagrebu. Prema ugovoru sklopljenom 18. srpnja 2007. između konzorcija Crotram i podružnice Zagrebačkog holdinga ZET-a, konzorcij Crotram obvezao se proizvesti još 70 tramvaja. Zadnji tramvaj druge serije, ujedno i zadnji proizvedeni TMK 2200, pušten je u promet 30. lipnja 2010. godine.

## Inozemstvo
Jedan tramvaj iz serije TMK 2200 (garažni broj 2263) bio je na testiranju u finskom glavnom gradu Helsinkiju te u bugarskoj Sofiji, a interes za njega pokazan je i u Rumunjskoj, Bugarskoj, Poljskoj, Njemačkoj, Austriji i Srbiji. Međutim, svi navedeni gradovi ubrzo su odustali od nabave ovih tramvaja. 2009. godine Crotram je sudjelovao na natječaju za prodaju 30 tramvaja Beogradu, ali izgubio je u korist španjolskog CAF-a.

## Tehničke odlike
- Dužina: 32,054 m
- Širina: 2,3 m
- Visina (osim pantografa): 3,4 m
- Visina spuštenog pantografa: 3,7 m
- Razina poda (100%): 0,35 m
- Razina pragova vrata: 0,3 m
- Pogon (asinkroni): 6×85 kW[1]
- Konfiguracija: Bo'Bo'Bo'
- Broj sjedećih mjesta: 41
- Broj stajaćih mjesta: 161
- Širina kolosijeka: 1 m
- Najveća moguća brzina: 70 km/h (ograničeno na 50 km/h)

## Vanjske poveznice
- Tehničke specifikacije TMK 2200  Arhivirana inačica izvorne stranice od 4. ožujka 2016. (Wayback Machine) (Končar - elektroindustrija d.d.)